# Fulvia
Fulvia Flacca Bambula eller Fulvia Bambaliae, född 77 f.Kr., död 40 f.Kr. i Sikyon, var en politiskt aktiv romarinna, känd som Markus Antonius hustru. Fulvia var den första kvinna, som inte var en gudinna, som fick sitt porträtt präglat på romerska mynt.

## Biografi
Fulvia tillhörde plebejsläkten Fulvius, Flaccigrenen från Tusculum, som dotter till Marcus Fulvius Flaccus Bambalio och Sempronia Gracchae. Hennes farfar var konsuln Marcus Fulvius Flaccus, och hennes morfar var Gaius Gracchus och mormor Licinia Crassa, varigenom hon var ättling till Scipio Africanus och släkt med gens Licinius och gens Claudius. Hon ärvde en förmögenhet efter sin mor.
Fulvias förste make var Publius Clodius Pulcher, och hon fick med honom dottern Clodia Pulchra den yngre. Hon blev änka år 52 f.Kr. och gifte snart om sig med Gaius Scribonius Curio. Hon blev återigen änka år 49 f.Kr.
I sitt tredje gifte var Fulvia förmäld med triumviren Markus Antonius. Tillsammans fick de två söner: Marcus Antonius Antyllus Creticus och Iullus Antonius Creticus. Markus Antonius var fortfarande gift med Fulvia när han träffade Kleopatra VII.
Fulvia spelade en viktig politisk roll, då hon var känd för att delta i politiken genom att på olika sätt stödja sina makars karriärer. Efter mordet på Ciceros 43 f.Kr. skall hon enligt Cassius Dio med en nål ha genomborrat tungan på honom; han hade varit hätsk motståndare till såväl hennes första som tredje make.
År 42 f.Kr. lämnade Octavianus Rom för att bedriva krig mot hennes make Antonius och under deras frånvaro ska hon enligt samtida källor ha kontrollerat Rom. Hon anstiftade år 41 f.Kr. det så kallade perusinska kriget mellan sin svåger Lucius Antonius och Octavianus. Under kriget värvade Fulvia en privat legoarmé för att understödja sin make mot Octavianus. Med hjälp av sin privata armé kontrollerade hon en tid Rom. Hon tvingades slutligen fly från Italien undan sin makes rival Octavianus. 
Fulvia avled i exil i Sicyon under ett besök av Antonius.

## Eftermäle
Asteroiden 609 Fulvia är uppkallad efter henne.